# CCL24
CCL24, hemokine (C-C motiv) ligand 24, takođe poznat kao mijeloidni progenitor inhibitorni faktor 2 (MPIF-2), ili eozinofilni hemotaksni protein 2 (eotaksin-2), je protein koji je kod ljudi kodiran CCL24 genom. Taj gen je lociran na ljudskom hromozomu 7.

## Funkcija
je mali citokin iz CC hemokin familije. CCL24 interaguje sa hemokinskim receptorom  i indukuje hemotaksu eozinofila. Ovaj hemokin je takođe snažno hemotaksan za neaktivirane T limfocite, i u manjoj meri privlači neutrofile.

## Klinički značaj
Povišeni nivoi eotaksina-2 su promećeni kod pacijenata sa aspirin pogoršanim respiratornim bolestima, kao što je astma. Ljudi kod kojh su nivoi eotaksina-2 u plazmi niži nisu pokazivali tendenciju ka razvijanju aspirin uzrokovane astme.